# Acalolepta misella
Acalolepta misella är en skalbaggsart som först beskrevs av Stefan von Breuning 1936.  Acalolepta misella ingår i släktet Acalolepta och familjen långhorningar. Inga underarter finns listade i Catalogue of Life.